# Lebanese Basketball League 2017-2018
La Lebanese Basketball League 2017-2018, è stata la 22ª edizione del massimo campionato libanese di pallacanestro maschile.

## Squadre partecipanti
| Squadra              | Città        | Palazzetto                     | Allenatore        |
| -------------------- | ------------ | ------------------------------ | ----------------- |
| Homenetmen           | Mezher       | Adom & Sella Tenjukian stadium | Joe Nebhan        |
| Byblos Club          | Byblos       | Amsheet Sport Complex          | Mensur Bajramovic |
| Champville SC        | Dik El Mehdi | Club Mariste                   | Ghassan Sarkis    |
| Beirut Club          | Chiyah       | Chiyah Stadium                 | Patrick Saba      |
| Louaize Club         | Zouk Mosbeh  | Louaize Club Stadium           | Marwan Khalil     |
| Antonine             | Baabda       | Antonine Arena                 | Jeronimo Sarin    |
| Al Mouttahed Tripoli | Tripoli      | Safadi Sports Complex          | Alen Abaz         |
| Al-Riyadi Beirut     | Beirut       | Saeb Salam Complex             | Ahmad Farran      |
| Tadamon Zouk         | Kesrouan     | Nouhad Nawfal Stadium          | Miodrag Perisic   |
| Sagesse Beirut       | Ghazir       | Ghazir Club Arena              | Fuad Abou Chakra  |

## Stagione regolare
|  | Pos. | Squadra              | PT | G  | V  | P  |
|  | ---- | -------------------- | -- | -- | -- | -- |
|  | 1.   | Homenetmen           | 33 | 18 | 15 | 3  |
|  | 2.   | Al-Riyadi Beirut     | 33 | 18 | 15 | 3  |
|  | 3.   | Champville SC        | 32 | 18 | 14 | 4  |
|  | 4.   | Sagesse Beirut       | 31 | 18 | 13 | 5  |
|  | 5.   | Beirut Club          | 28 | 18 | 10 | 8  |
|  | 6.   | Al Mouttahed Tripoli | 26 | 18 | 8  | 10 |
|  | 7.   | Antonine             | 24 | 18 | 6  | 12 |
|  | 8.   | Louaize Club         | 24 | 18 | 6  | 12 |
|  | 9.   | Byblos Club          | 20 | 18 | 2  | 16 |
|  | 10.  | Tadamon Zouk         | 19 | 18 | 1  | 17 |

Legenda:
      Ammesse alla seconda fase.
Note:
due punti a vittoria, uno a sconfitta.
Fonte: Asia.basket

## Seconda fase

### Gruppo A
|  | Pos. | Squadra          | PT | G  | V  | P  |
|  | ---- | ---------------- | -- | -- | -- | -- |
|  | 1.   | Homenetmen       | 47 | 26 | 21 | 5  |
|  | 2.   | Al-Riyadi Beirut | 47 | 26 | 21 | 5  |
|  | 3.   | Beirut Club      | 41 | 26 | 15 | 11 |
|  | 4.   | Sagesse Beirut   | 41 | 26 | 15 | 11 |
|  | 5.   | Champville SC    | 40 | 26 | 14 | 12 |

Legenda:
      Qualificata per i Play-off.

### Gruppo B
|  | Pos. | Squadra              | PT | G  | V  | P  |
|  | ---- | -------------------- | -- | -- | -- | -- |
|  | 1.   | Al Mouttahed Tripoli | 40 | 26 | 14 | 12 |
|  | 2.   | Antonine             | 36 | 26 | 10 | 16 |
|  | 3.   | Louaize Club         | 34 | 26 | 8  | 18 |
|  | 4.   | Byblos Club          | 32 | 26 | 6  | 20 |
|  | 5.   | Tadamon Zouk         | 31 | 26 | 5  | 21 |

Legenda:
      Qualificata per i Play-off.

## Playoff
|  | Quarti di finale | Quarti di finale     | Quarti di finale | Quarti di finale | Quarti di finale | Quarti di finale | Quarti di finale |             |                | Semifinali       | Semifinali | Semifinali | Semifinali | Semifinali | Semifinali | Semifinali |  |  | Finale | Finale     | Finale | Finale | Finale | Finale | Finale | Finale | Finale |
|  |                  |                      |                  |                  |                  |                  |                  |             |                |                  |            |            |            |            |            |            |  |  |        |            |        |        |        |        |        |        |        |
|  | 1°               | Homenetmen           | 97               | 94               | 94               | -                | -                |             |                |                  |            |            |            |            |            |            |  |  |        |            |        |        |        |        |        |        |        |
|  | 8°               | Louaize Club         | 77               | 68               | 83               | -                | -                |             |                |                  |            |            |            |            |            |            |  |  |        |            |        |        |        |        |        |        |        |
|  | 8°               | Louaize Club         | 77               | 68               | 83               | -                | -                |             | 1°             | Homenetmen       | 121        | 89         | 119        | -          | -          |            |  |  |        |            |        |        |        |        |        |        |        |
|  |                  |                      |                  |                  |                  |                  |                  |             | 1°             | Homenetmen       | 121        | 89         | 119        | -          | -          |            |  |  |        |            |        |        |        |        |        |        |        |
|  |                  | 4°                   | Sagesse Beirut   | 79               | 69               | 65               | -                | -           |                |                  |            |            |            |            |            |            |  |  |        |            |        |        |        |        |        |        |        |
|  | 4°               | 4°                   | Sagesse Beirut   | 79               | 69               | 65               | -                | -           | Sagesse Beirut | 106              | 78         | 88         | 76         | 98         |            |            |  |  |        |            |        |        |        |        |        |        |        |
|  | 4°               |                      |                  |                  |                  |                  |                  |             | Sagesse Beirut | 106              | 78         | 88         | 76         | 98         |            |            |  |  |        |            |        |        |        |        |        |        |        |
|  | 5°               | Champville SC        | 86               | 76               | 77               | 92               | 75               |             |                |                  |            |            |            |            |            |            |  |  |        |            |        |        |        |        |        |        |        |
|  |                  |                      |                  |                  |                  |                  |                  |             |                |                  |            |            |            |            |            |            |  |  | 1°     | Homenetmen | 94     | 65     | 76     | 56     | 76     | 86     | 74     |
|  |                  |                      | 2°               | Al-Riyadi Beirut | 83               | 87               | 62               | 66          | 65             | 90               | 59         |            |            |            |            |            |  |  |        |            |        |        |        |        |        |        |        |
|  | 2°               | Al-Riyadi Beirut     | 95               | 112              | 102              | -                | -                |             |                |                  |            |            |            |            |            |            |  |  |        |            |        |        |        |        |        |        |        |
|  | 7°               | Antonine             | 82               | 71               | 79               | -                | -                |             |                |                  |            |            |            |            |            |            |  |  |        |            |        |        |        |        |        |        |        |
|  | 7°               | Antonine             | 82               | 71               | 79               | -                | -                |             | 2°             | Al-Riyadi Beirut | 84         | 71         | 70         | 80         |            |            |  |  |        |            |        |        |        |        |        |        |        |
|  |                  |                      |                  |                  |                  |                  |                  |             | 2°             | Al-Riyadi Beirut | 84         | 71         | 70         | 80         |            |            |  |  |        |            |        |        |        |        |        |        |        |
|  |                  | 3°                   | Beirut Club      | 67               | 84               | 49               | 74               |             |                |                  |            |            |            |            |            |            |  |  |        |            |        |        |        |        |        |        |        |
|  | 3°               | 3°                   | Beirut Club      | 67               | 84               | 49               | 74               | Beirut Club | 86             | 78               | 76         | 85         | -          |            |            |            |  |  |        |            |        |        |        |        |        |        |        |
|  | 3°               |                      |                  |                  |                  |                  |                  | Beirut Club | 86             | 78               | 76         | 85         | -          |            |            |            |  |  |        |            |        |        |        |        |        |        |        |
|  | 6°               | Al Mouttahed Tripoli | 66               | 71               | 82               | 82               | -                |             |                |                  |            |            |            |            |            |            |  |  |        |            |        |        |        |        |        |        |        |

| Lebanese Basketball League 2017-2018 |
| ------------------------------------ |
| Homenetmen 1º titolo                 |

## Leader statistiche individuali
| Categoria                | Giocatore       | Squadra              | Statistiche |
| ------------------------ | --------------- | -------------------- | ----------- |
| Punti per partita        | Larry Blair     | Tadamon Zouk         | 27.4        |
| Rimbalzi per partita     | Darian Townes   | Al Mouttahed Tripoli | 12.4        |
| Assist per partita       | Walter Hodge    | Homenetmen           | 7.2         |
| Palle rubate per partita | DeWayne Jackson | Sagesse Beirut       | 3.1         |
| Stoppate per partita     | Darian Townes   | Al Mouttahed Tripoli | 2.8         |

## Premi stagionali
| Premio                      | Giocatore         | Squadra              | Fonte |
| --------------------------- | ----------------- | -------------------- | ----- |
| Finals MVP                  | Ismail Ahmad      | Homenetmen           | [ 1 ] |
| Giocatore dell'Anno         | Walter Hodge      | Homenetmen           | [ 1 ] |
| Guardia dell'Anno           | Walter Hodge      | Homenetmen           | [ 1 ] |
| Ala dell'Anno               | Fadi El Khatib    | Champville SC        | [ 1 ] |
| Centro dell'Anno            | Ater Majok        | Sagesse Beirut       | [ 1 ] |
| Miglior difensore           | Jean Abdel-Nour   | Al-Riyadi Beirut     | [ 1 ] |
| Miglior giocatore libanese  | Fadi El Khatib    | Champville SC        | [ 1 ] |
| Miglior giocatore straniero | Walter Hodge      | Homenetmen           | [ 1 ] |
| Nuovo arrivato dell'anno    | Aziz Abdel Massih | Sagesse Beirut       | [ 1 ] |
| Giocatore più migliorato    | Jad Khalil        | Al Mouttahed Tripoli | [ 1 ] |
| Allenatore dell'anno        | Patrick Saba      | Beirut Club          | [ 1 ] |

| Primo quintetto stagionale | Primo quintetto stagionale |
| -------------------------- | -------------------------- |
| Walter Hodge               | Homenetmen                 |
| Jean Abdel-Nour            | Al-Riyadi Beirut           |
| Fadi El Khatib             | Champville SC              |
| Bassel Bawji               | Beirut Club                |
| Ater Majok                 | Sagesse Beirut             |

| Secondo quintetto stagionale | Secondo quintetto stagionale |
| ---------------------------- | ---------------------------- |
| Wael Arakji                  | Al-Riyadi Beirut             |
| Chris Crawford               | Beirut Club                  |
| Sam Young                    | Homenetmen                   |
| DeWayne Jackson              | Sagesse Beirut               |
| Ismail Ahmad                 | Homenetmen                   |